# 모두의학교
모두의학교는 대한민국의 교육 플랫폼이자 대학 족보, 시험문제, 과제, 강의노트 등 공유 사이트이다.